# Adolf Aber

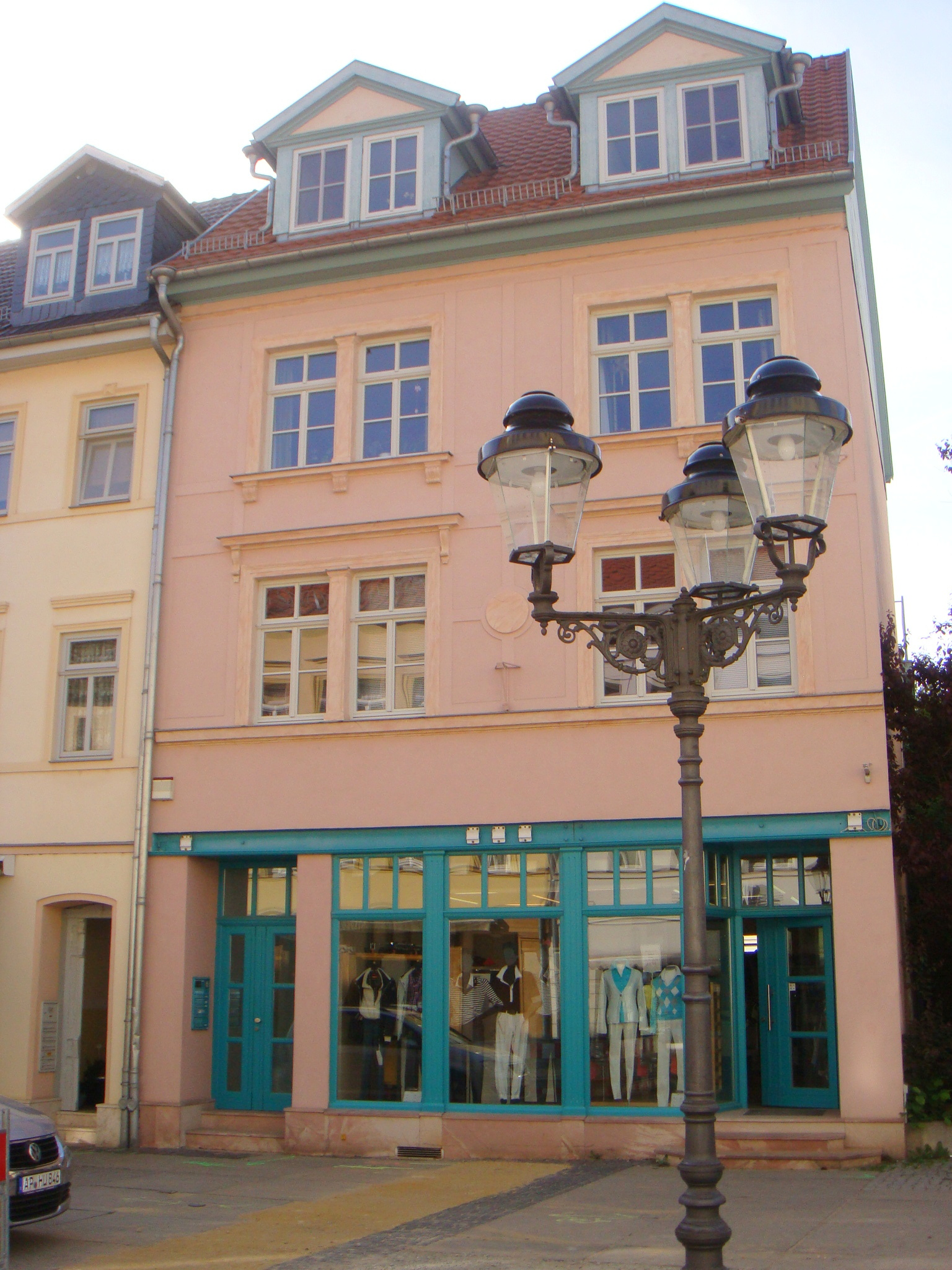

Adolf Aber (Apolda, 28 gennaio 1893 – Londra, 21 maggio 1960) è stato un musicologo e critico musicale tedesco.

## Biografia
Adolf Aber studiò all'Università di Berlino, di cui divenne poi direttore dell'istituto di musicologia. Critico musicale a Lipsia, si trasferì nel 1936 a Londra, dove assunse la direzione della casa musicale Novello.

## Scritti principali
- 1922 – Handbuch der Musikliteratur in systematischchronolog. Anordnung